# Семиков, Александр Иванович
Александр Иванович Семиков (1916—1995) — полковник Советской Армии, участник Великой Отечественной войны, Герой Советского Союза (1945).

## Биография
Александр Семиков родился 23 ноября 1916 года в селе Лаврентьево (ныне — Темниковский район Мордовии). После окончания пяти классов школы работал в сельскохозяйственной артели. Позднее окончил Ташкентский железнодорожный техникум, работал вагонным мастером в Андижане. В 1937 году Семиков был призван на службу в Рабоче-крестьянскую Красную Армию. В 1941 году он окончил Ташкентское военно-политическое училище. С июля того же года — на фронтах Великой Отечественной войны. В боях три раза был ранен. В 1942 году Семиков окончил курсы «Выстрел», в 1944 году — Военную академию имени М. В. Фрунзе.
К апрелю 1945 года гвардии майор Александр Семиков командовал 227-м гвардейским стрелковым полком 79-й гвардейской стрелковой дивизии 8-й гвардейской армии 1-го Белорусского фронта. Отличился во время Берлинской операции. В начале февраля 1945 года полк Семикова переправился через Одер и захватил плацдарм на его западном берегу, после чего удерживал его, отражая многочисленные немецкие контратаки. В тех боях Семиков получил тяжёлое ранение, но остался в строю.

В боях за Долгелин подразделения Семикова сумели преодолеть очень сильный узел сопротивления противника на перекрёстке железной дороги и шоссе Долгелин — Франкфурт. Пять закопанных танков стояли на пути полка. С ними не могли справиться ни тяжёлые орудия, ни залпы «катюш». Броня этих танков прикрывалась штабелями дорожного булыжника. Семиков заслал к ним в тыл опытных сапёров с фаустпатронами и взрывчаткой. После нескольких ударов танки прекратили огонь, их экипажи сбежали.

Вскоре на полк Семикова обрушился сильный артиллерийский удар, за ним началась яростная контратака пехоты, примчавшейся на автомобилях и броневиках. Сюда же прорвались с берлинских аэродромов немецкие истребители. Они сбрасывали бомбы в самую гущу столкнувшихся войск, обстреливая их из пушек и пулемётов без разбора, поражая и своих и чужих. После двухчасового боя полку Семикова с помощью соседей — танкистов 8-го гвардейского механизированного корпуса генерала И. Ф. Дрёмова — удалось опрокинуть противника. На поле боя осталось несколько сот убитых немецких солдат и офицеров, горело восемь броневиков и два сбитых самолёта.

Были потери и с нашей стороны. Особенно нас огорчила весть о том, что тяжело ранен подполковник Семиков. Он находился в боевых порядках первого батальона, когда вблизи разорвалась бомба, сброшенная немецким самолётом. Крупные осколки раздробили ему правое бедро, перебили руку, плечо. К счастью врачам удалось спасти его. Правда ему не пришлось участвовать в заключительном штурме Берлина, но он остался жив….

Александр Иванович Семиков по нашему представлению получил звание Героя Советского Союза.
— Чуйков В. И. Конец третьего рейха. — М.: Издательство «Советская Россия», 1973. — С. 193—194.
Указом Президиума Верховного Совета СССР от 31 мая 1945 года за «образцовое выполнение боевых заданий командования на фронте борьбы с немецкими захватчиками и проявленные при этом мужество и героизм» гвардии майор Александр Семиков был удостоен высокого звания Героя Советского Союза с вручением ордена Ленина и медали «Золотая Звезда» за номером 6731.
После окончания войны Семиков продолжил службу в Советской Армии. В 1963 году он окончил Высшие академические курсы при Военной академии Генерального штаба. В 1972 году в звании полковника Семиков был уволен в запас. Проживал сначала в посёлке Сходня, затем в городе Химки Московской области. Скончался 23 марта 1995 года, похоронен на Машкинском кладбище Химок.

## Отзывы
Овладеть Хатеновым было поручено полку Семикова.

Подполковника Александра Ивановича Семикова я хорошо знал по битве на Волге. Он был тогда офицером оперативного отдела штаба армии. Впервые мы с ним встретились во время боёв в излучине Дона. Он подобрал меня у разбитого самолёта ПО-2. Теперь Семиков командовал полком. Он хорошо знал тактику уличных боёв. И всё же я подумал: не переоценил ли подполковник свои возможности, взявшись одним полком штурмовать укреплённый посёлок с сильным гарнизоном.

Но нет, Семиков отлично справился с задачей. Едва занялся рассвет, как на восточной окраине Хатенова, в центре узла обороны противника, выросли косматые столбы дыма. Это сапёры Семикова, используя опыт штурмовых групп, провели подземно-минную атаку и подорвали наиболее важные объекты врага. В тот же момент артиллеристы и миномётчики открыли огонь, отрезав гитлеровцам пути отхода.

Вначале я даже пожалел, что фашистам некуда отходить: они не стали бы драться так за каждый дом. Но вскоре на наблюдательном пункте заметили, что в центре посёлка показались группы вражеских солдат с поднятыми руками. Удар был настолько неожиданным и ошеломляющим, что гитлеровцы быстро прекратили сопротивление.
— Чуйков В. И. Конец третьего рейха. — М.: Советская Россия, 1973. — С. 161.

## Награды и звания
- Герой Советского Союза (указ Президиума Верховного Совета СССР от 31 мая 1945 года):
  - орден Ленина № 42404,
  - медаль «Золотая Звезда» № 6731;
- орден Красного Знамени (приказ Военного совета 8-й гвардейской армии № 480/н от 17 февраля 1945 года);
- орден Отечественной войны I степени (указ Президиума Верховного Совета СССР от 11 марта 1985 года);
- орден Красной Звезды (приказ Военного совета 62-й армии № 113/н от 2 апреля 1943 года);
- орден Красной Звезды (указ Президиума Верховного Совета СССР от 3 ноября 1953 года);
- медаль «За отвагу» (приказ Военного совета 62-й армии № 68/н от 23 ноября 1942 года);
- медаль «За боевые заслуги» (указ Президиума Верховного Совета СССР от 6 ноября 1947 года);
- медаль «За оборону Москвы» (указ Президиума Верховного Совета СССР от 1 мая 1944 года);
- медаль «За оборону Сталинграда» (указ Президиума Верховного Совета СССР от 22 декабря 1942 года);
- медаль «За победу над Германией в Великой Отечественной войне 1941—1945 гг.» (указ Президиума Верховного Совета СССР от 9 мая 1945 года);
- медаль «За взятие Берлина» (указ Президиума Верховного Совета СССР от 9 июня 1945 года);
- медаль «За освобождение Варшавы» (указ Президиума Верховного Совета СССР от 9 июня 1945 года).
- другие медали СССР[2].